# Gowrasagara, Chiknayakanhalli
Gowrasagara là một làng thuộc tehsil Chiknayakanhalli, huyện Tumkur, bang Karnataka, Ấn Độ.